# Ed McCurdy
Ed McCurdy (* 11. Januar 1919 in Willow Hill, Pennsylvania; † 23. März 2000 in Halifax, Nova Scotia) war ein kanadischer Folksänger, Songwriter und TV-Entertainer.

## Leben und Karriere
1937 zog McCurdy nach Oklahoma, wo er innerhalb einiger Jahre als Radiomoderator und Diskjockey regional bekannt wurde. 1948 trat er in Vancouver eine Moderatorenstelle bei CBC an, für die er später von Toronto aus auf Sendung ging. In seiner Show traten Folk-Interpreten wie Pete Seeger, Lena Horne oder Josh White auf. McCurdy veröffentlichte 1949 seine erste eigene Platte mit Folksongs. Ab 1950 arbeitete er als Folk-Musiker und TV-Entertainer in New York. Kurz vor dieser Zeit entstand sein bekanntestes Lied Last Night I Had the Strangest Dream, das später zu einer Hymne des Pazifismus wurde und eine Tradition neuer Antikriegslieder der Gegenkultur in den USA begründete, die sich von den traditionelleren Protestliedern unterschieden.

## Diskografie
- 1949: (Ed McCurdy) Sings Canadian Folksongs (Manhattan Records)
- 1955: Folksongs of the Canadian Maritime and Newfoundland (Whitehall Records)
- 1955: Badmen, Heroes, and Pirate Songs (Elektra Records)
- 1955: Sin Songs Pro & Con (Elektra EKL 124)
- 1955: The Ballad Record (Riverside Records)
- 1956: The Miracle of the Wheat (Single – Kapp Records)
- 1956: Blood Booze ’n Bones (Elektra)
- 1956: Bar Room Ballads (Riverside)
- 195(?): Let’s Sing Out (Capri 507)
- 1956: The Folk Singer (Dawn Records)
- 1956: A Ballad Singer’s Choice (Tradition Records, Empire Musicwerks)
- 1956: When Dalliance Was in Flower (and Maidens Lost Their Heads) Vol. 1 (Elektra)
- 1957: Sin Songs – Pro and Con (Elektra)
- 1957(?): Songs of the Old West (Elektra)
- 195(?): Songs I Learned Coming Thru the Great Smokies (FolkArt FLP 5001)
- 1958: When Dalliance Was in Flower (and Maidens Lost Their Heads) Vol. 2 (Elektra)
- 1958: When Dalliance Was in Flower (and Maidens Lost Their Heads) Vol. 3 (Elektra)
- 1958: Children’s Songs (Tradition Records)
- 1959: Son of Dalliance (Elektra)
- 1959: Children’s Songs and Stories (Folkways Records)
- 1950er: Sings Folksongs of the Sea (Tiara Spotlight Series – TST 537)
- 1961: The Legend of Robin Hood (Wonderland Records)
- 1961: A Treasure Chest of American Folk Song Double LP (Elektra)
- 1963: The Best of Dalliance (Elektra)
- 1971: Song of the Old West (Tradition/Everest TR 2061)
- 1976: Last Night I Had the Strangest Dream (Bear Family Records)
- 1977: On Jordan’s Stormy Banks I Stand: Sacred Songs of America mit Dana McCurdy (Folkways Records)
- 1980: Songs and Stories (Folkways Records)
- 1987: A Child’s Introduction to American Folk Songs (Spoken Arts)
- 1991: American Folk Songs (Spoken Arts)
- 1996: Cowboy Songs (Tradition Records)
- 1996: Naughty & Bawdy Songs of Olde England (Warner Bros. Records)